# كلاوس نونيمان
كلاوس نونيمان (بالألمانية: Klaus Nonnenmann)‏ Klaus Nonnemann (ولد في 9 أغسطس 1922 في بفورتسهايم – ومات في 11 ديسمبر 1993 فيها) هو أديب ألماني.

## حياته
اشترك في الحرب العالمية الثانية وكان عامل اتصالات بحرية ووقع في الأسر لدى القوات الأمريكية. وبعد نهاية الحرب بدأ في دراسة علم الاجتماع واللغة الرومانية وأدبها والألمانية وأدبها في جامعة هايدلبرغ، لكنه قطعها بسبب مرضه بالسل. وقد عاش مذاك كاتبا حرا.
كتب نونيمان في البداية القصائد والقصص القصيرة وكان ينشرها في الصحف والإذاعة. وقد حاز على بعض الشهرة من خلال روايته الأولى «الخطابات السبعة للدكتور فامباخ» Die sieben Briefe des Doktor Wambach ، وقد قرأه في عام 1959 على جماعة 47 الأدبية.
أما روايته الثانية Teddy Flesh فقد لقيت نقدا وقورنت بأعمال لورانس ستيرن وجان باول. ولكن هذه الرواية لم تحقق للكاتب النجاح المرجو لدى الجمهور، وبالإضافة إلى ذلك فقد انتحرت زوجته وأثره فيه هذا كثيرا، فانسحب من الساحة الأدبية.
وعاش بين عامي 1959 و 1971 في جاينهوفن الواقعة على البودنزيه. وعمل حتى عام 1977 مشرفا فنيا مرة أخرى. وقد باءت محاولات إعادة إحياء أعمال نونيمان في الثمانينات والتسعسنات وإعادة ذكره إلى الجمهور بالفشل. وظل بعد وفاته كما كان في حياته اسما أدبيا مجهولا وخارج التصنيف.
كان نونيمان عضوا منذ عام 1970 في اتحاد الكتاب الألمان، ومنذ عام 1971 في مركز القلم لجمهورية ألمانيا الاتحادية. حصل في عام 1964 على الجائزة التشجيعية من إذاعة الجنوب الغربي Südwestfunk.

## من أعماله
- الرسائل السبعة للدكتور فامباخ 1959
- تيدي فليش أو حصار زاجونت 1964
- الخريف 1977
- مؤتمر السحرة 1992
- ابتسامة للغد 2000

## روابط خارجية
- كلاوس نونيمان على موقع مونزينجر (الألمانية)